# 舊鎖
《舊鎖》是一部1977年的臺灣恐怖片，由姚鳳磐導演，王釧如、岳陽以及秦夢領銜主演，其故事靈感源自臺灣日治時期交通局書記吉村恆次郎與妾合謀的基隆殺妻案。這部影片的別名《殘燈幽靈三更天》更廣為人知，且該片經常和同由王釧如主演的《古厝夜語》（又名《招魂》，一度誤植「古厝夜雨」）混淆，幾乎所有網路上的資料在介紹《殘》片的故事內容時，給出的卻是《古》片的劇情；而在介紹《古》片時，給出的又是《殘》片的劇情，例如豆瓣就是如此。

## 劇情
林登科愛上日本藝妓秀子，為此他殺死自己的妻子富美並遺留下一個男孩。但他求愛不成，又對秀子起殺念。不料卻被情敵日本軍官河野少佐以武士刀毀容後再關進監獄。另一邊廂，阿足帶着兩個女兒美枝和美幸投奔廖婆，被安排寄宿在林登科的舊宅裡。母女三人稍加打掃後安頓下來，但此宅半夜怪聲頻頻，閣樓門上的一把舊鎖還會自動打開。美幸正欲進入閣樓時，廖婆突然出現制止了她。

## 演員
- 傅碧輝 飾 阿足
- 王釧如 飾 美枝
- 岳陽 飾 林登科
- 秦夢 飾 富美
- 田野 飾 河野少佐

## 外部連結
- 香港影庫上《舊鎖》的資料（繁體中文）
- 互联网电影数据库（IMDb）上《舊鎖》的资料（英文）